# Isla Flanagan
Isla Flanagan (en inglés: Flanagan Island; a veces llamada en anteriores mapa como isla Witch; Isla de la Bruja) es una isla situada en el archipiélago de las Islas Vírgenes en el Mar Caribe y que forma parte de las Islas Vírgenes de los EE. UU.
Se encuentra justo al lado del extremo oriental de la isla de San Juan (St. John). Durante muchos años la isla estuvo entre los límites marítimos reclamads por las Islas Vírgenes Británicas y las Islas Vírgenes de los EE. UU. Sin embargo, el Reino Unido formalmente renunció a su pretensión sobre Flanaganen 1977 en un acuerdo con una delegación de EE. UU. encabezada por David Colson, Subsecretario Adjunto para Océanos, del Departamento de Estado de EE. UU.
Flanagan está deshabitada y es considerada como una reserva natural. Sin embargo, no forma parte del parque nacional de las Islas Vírgenes, que representa aproximadamente el 75% de St. John y las islas adyacentes.